# Vranov nad Topľou
Vranov nad Topľou (Hongaars: Varannó) is een Slowaakse gemeente in de regio Prešov, en maakt deel uit van het district Vranov nad Topľou.
Vranov nad Topľou telt 23.036 inwoners en de naam verwijst naar de rivier Topľa, waaraan het is gelegen. Naast Vranov zelf behoort het dorp Čemerné sinds 1970 tot de gemeente Vranov nad Topľou.

## Geschiedenis
De eerste schriftelijke vermeldingen dateren uit de periode 1332-1335. Nog voor 1363 werden stadsrechten verleend. Tot 1927 en tussen 1944 en 1969 heette de stad Vranov.

## Bevolking
In 1910 had de plaats 2145 inwoners waaronder:
- 1.417 Hongaren
- 589 Slowaken
- 124 Duitsers

In 2011 had de stad 23.250 inwoners met de Slowaken in de overgrote meerderheid en de Roma-zigeuners met circa 900 personen als belangrijkste minderheid. De Hongaren (24 personen) en Duitsers (4 personen) zijn als gemeenschappen nagenoeg verdwenen.